# جاك كادي
جاك كادي (بالإنجليزية: Jack Cady)‏‏ (20 مارس 1932 في كولومبوس، أوهايو - 14 يناير 2004 في بورت تاونسند) روائي، وكاتب، وكاتب خيال علمي من الولايات المتحدة.

## الجوائز
- جائزة نابيولا لأفضل رواية  [لغات أخرى]‏
- جائزة عالم الخيال لأفضل مجموعة  [لغات أخرى]‏